# 舟本恵
舟本 恵(ふなもと けい)は、自称マーケター。西日本旅客鉄道株式会社に入社後、神戸大学大学院経営学研究科修了（MBA)。西日本旅客鉄道株式会社にて、駅ビル型ショッピングセンターの開発、運営に従事。SC経営士。
2019年7月より、JR西日本SC開発株式会社開発戦略室 室長として、JR西日本ショッピングセンターカンパニーにおける新規開発、リニューアル等のマーチャンダイジング戦略を総括。独自のテナントミックス手法による差別化を志向。また、阪南大学、日本ショッピングセンター協会はじめ講師を多数務める。

## 経歴
京都府京都市出身。スポーツ推薦で同志社大学商学部に入学、卒業。
大学卒業後、2000年に西日本旅客鉄道株式会社に入社。一年間の駅員研修後は一貫してショッピングセンターの開発・運営に従事。
2002年、天王寺ターミナルビル株式会社（現JR西日本SC開発株式会社）へ出向。天王寺ミオの運営、店舗開発を担当。
2007年、山陰ステーション開発株式会社（現JR西日本山陰開発株式会社）へ出向。シャミネ松江、シャミネ鳥取の運営、リニューアルを担当。
2010年 西日本旅客鉄道株式会社 創造本部へ着任、金沢百番街、さんすて岡山西館、シャミネ鳥取等の新規開発・リニューアルを担当。
2013年 大阪駅ノースゲートビルディングショッピングセンターフロアを統括するJR西日本SC開発株式会社へ出向。開発推進プロジェクトリーダーとして、JR大阪三越伊勢丹をリノベーションする形でルクア1100の開発を担当。その後、ルクア1100館長を経て、ノースゲートビルディングショッピングセンターフロア全体のリニューアルを担当。
2018年 神戸大学大学院経営学研究科修了。西日本旅客鉄道株式会社創造本部への一時帰任を経て、2019年にJR西日本SC開発株式会社の開発戦略室 室長として、JR西日本ショッピングセンターカンパニーの新規開発、リニューアルを総括。

## 主な実績
2008年 シャミネ松江 食の専門館 飲食ゾーン 新規開発。ならびにファッション・くらしのサポート館 全館リニューアル
2011年 金沢百番街 Rinto 新規開発
2012年 さんすて岡山西館 新規開発
2013年 シャミネ鳥取 全館リニューアル
2015年 ルクア1100 新規開発
2015年 バルチカ (ルクアB2飲食店ゾーン）新規開発
2017年 バルチカ 増床リニューアル
2017年 ルクアフードホール(ルクア1100B2食料品売場)新規開発

## 執筆活動等
- 食べログマガジン[4]
- SC JAPAN TODAY[5][6]

## メディア出演

### テレビ番組
- 今ちゃんの「実は…」 『梅田のデパ地下コスパ抜群（秘）攻略法』（2018年7月4日、朝日放送)
- 水野真紀の魔法のレストラン 『梅田デパ地下対決！阪神百貨店vsルクアフードホール』(2018年7月18日 毎日放送)
- ウラマヨ!『大阪"フードホール"大戦争』（2019年5月18日、関西テレビ）

### 新聞
- 旬材逸材（2019年7月30日、日経産業新聞）